# Indocumentado (álbum)
Indocumentado es el séptimo álbum de estudio de la banda de rock El Tri, lanzado al mercado por Warner Music Group en 1992.
El Álbum muestra sin la presencia del guitarrista Sergio Mancera ya que abandonó la banda.Entonces Álex Lora contrató a los guitarristas Felipe Souza y Eduardo Chico para la grabación del álbum. Después de la grabación del disco, la banda realizó una gira por los Estados Unidos.
El nombre del disco viene del sencillo de título «Indocumentado», nombre con el cual se hace referencia a las personas que cruzan a los Estados Unidos sin la documentación adecuada.

## Lista de canciones

### Formato de casete

#### Lado A
| Side one |                                 |                       |          |  |
| N.º      | Título                          | Escritor(es)          | Duración |  |
| 1.       | «El dragón»                     | Álex Lora             | 3:48     |  |
| 2.       | «Cuando el grillo canta»        | Lora / Rafael Salgado | 4:09     |  |
| 3.       | «Indocumentado»                 | Álex Lora             | 4:19     |  |
| 4.       | «No vuelvo a agarrar la jarra»  | Álex Lora             | 2:44     |  |
| 5.       | «Nadie sabe para quien trabaja» | Lora / Pedro Martínez | 3:42     |  |

#### Lado B
| Side one |                            |              |          |  |
| N.º      | Título                     | Escritor(es) | Duración |  |
| 6.       | «Valle de lágrimas»        | Álex Lora    | 2:57     |  |
| 7.       | «Tirando a matar»          | Álex Lora    | 3:35     |  |
| 8.       | «Así se hacen los chismes» | Álex Lora    | 4:05     |  |
| 9.       | «El blues de la Navidad»   | Álex Lora    | 3:39     |  |
| 10.      | «Igual pa' todos»          | Álex Lora    | 4:48     |  |

### Formato de disco compacto
| Side one |                                 |                 |          |  |
| N.º      | Título                          | Escritor(es)    | Duración |  |
| 1.       | «El dragón»                     | Álex Lora       | 3:48     |  |
| 2.       | «Cuando el grillo canta»        | Lora / Salgado  | 4:09     |  |
| 3.       | «Indocumentado»                 | Álex Lora       | 4:19     |  |
| 4.       | «No vuelvo a agarrar la jarra»  | Álex Lora       | 2:44     |  |
| 5.       | «Nadie sabe para quien trabaja» | Lora / Martínez | 3:42     |  |
| 6.       | «Valle de lágrimas»             | Álex Lora       | 2:57     |  |
| 7.       | «Tirando a matar»               | Álex Lora       | 3:35     |  |
| 8.       | «Así se hacen los chismes»      | Álex Lora       | 4:05     |  |
| 9.       | «El blues de la Navidad»        | Álex Lora       | 3:39     |  |
| 10.      | «Igual pa' todos»               | Álex Lora       | 4:48     |  |

## Créditos

### El Tri
- Álex Lora — voz principal y guitarra
- Rafael Salgado — armónica
- Felipe Souza — guitarra
- Eduardo Chico — guitarra
- Rubén Soriano — bajo
- Pedro Martínez — batería
- Chela Lora — coros

### Músicos invitados
- Víctor Anderson — instrumento de viento-metal
- Víctor Cisneros — instrumento de viento-metal
- Carolyn Asplin — violín (en la canción «Tirando a matar»)

### Personal técnico
- Richard Kaplan — ingeniero de sonido y mezclador
- Chuck Johnson — mezclador y asistente de mezclador
- Bernie Grundman — masterizador
- Michael Hoffman — coordinador de arte
- Pancho Gilardi — fotógrafo